# 陸奥賢
陸奥 賢（むつ さとし、1978年 - ）は、日本の観光家、コモンズデザイナー。まわしよみ新聞の考案者である。

## 経歴
大阪市住吉区生まれ、堺市育ち。放送作家、生活総合情報サイト All About (オールアバウト) の大阪ガイドなどの経歴を重ねる。2007年、堺商工会議所が主催する、地域活性化ビジネスプラン「SAKAI賞」を、コミュニティ・ツーリズムの企画によって受賞する。2008年10月、大阪あそ歩(大阪市、大阪商工会議所、（財）大阪観光コンベンション協会〔現大阪観光局〕で構成）が発足すると同時にチーフプロデューサーに就任した茶谷幸治のアシスタントプロデューサーとして活動する。大阪あそ歩は、大阪コミュニティ・ツーリズム推進連絡協議会のプロジェクトである。2012年9月、大阪あそ歩が、観光庁長官表彰を受賞する。2013年1月、大阪あそ歩のプロデューサーを辞任する。その後、観光、メディア、アート、まちづくり等の多様な分野にわたるプロデュースを活動の中心としている。應典院寺町倶楽部専門委員。大阪府高齢者大学校まち歩きガイド科講師。NPOまちらぼ代表。

## 主な活動
- 大阪七墓巡り復活プロジェクト[6]
- 直観讀みブックマーカー
- 当事者研究スゴロク
- 大阪モダン寺巡礼
- 24時間トークイベント 如是我聞
- 関西顔ハメ看板普及委員会
- 劇札
- 歌垣風呂
- 仏笑い[7]